# Suzuki Vitara
Suzuki Vitara é um automóvel criado em parceria entre a General Motors americana e a Suzuki. Sua produção foi iniciada em 1989 na fabrica do Canadá pela Cami Automotive.
Vendido como Geo Tracker, Chevrolet Tracker e Suzuki Sidekick nos Estados Unidos, Suzuki Vitara no Brasil, Pontiac/Asüna Tracker e GMC Tracker no Canadá, e Suzuki Escudo no Japão, foi vendido nas versões Conversível, Hard top e 4 Portas, com motor V6 e 4 cilindros até que em 1998 foi lançado o Suzuki Grand Vitara que substituiria o Vitara.
O nascimento do Vitara foi ocasionado por uma curiosa situação relacionada ao Suzuki Samurai, outro produto da Suzuki. O pequeno jipe, comercializado nos EUA, passou a ter alta incidência de capotagens. A NHTSA, órgão regulador da segurança de trânsito dos EUA, determinou que o veículo era inseguro e que para seguir em comercialização, deveria ser mais largo, mais longo e mais pesado. Isso forçou a Suzuki a criar um novo veículo, o Vitara.

## No Brasil
Introduzido no Brasil em setembro de 1991 o Vitara teve muitos concorrentes, tais eles como Daihatsu Feroza, Daihatsu Terios 1.3 e Lada Niva.
O Vitara, produzido no Japão, foi oferecido no Brasil em versões 3 e 5 portas, sendo a 3 portas disponível nas versões teto de aço e teto canvas. A versão 5 portas disponível apenas com teto de aço. O motor 1.6 8 válvulas inicialmente era carburado e desenvolvia 74 cv; a partir da versão 1993 veio com injeção eletrônica. Com oito válvulas passou a desenvolver 80 cv. Na versão 5 portas, o motor 1.6 de 16V desenvolvia 96 cv.
Houve também unidades vendidas com o nome Sidekick, essas provenientes do mercado norte-americano. Esses tinham algumas particularidades relacionadas às normas americanas. A versão 5 portas existiu até o ano 1995 sendo que em 1995 passou a ser disponível apenas como nome Vitara. Há exemplares raros de Sidekick com três portas, teto de aço, com motor 1.6 8V, do ano 1993. Houve uma série limitada de Sidekick ano de 1995 com teto canvas, 3 portas e motor 1.6 16V. Possuía acabamento mais simples que o Vitara Canvas 1.6 8V. Diferenciava-se externamente por luzes vermelhas nas laterais traseiras, faróis dianteiros separados das luzes direcionais (essas de cor laranja) e câmbio com 5a marcha mais longa.
Em todas as versões foi oferecido com câmbio manual 5 marchas, ou automático de 3 (1.6 8V) ou de 4 (1.6 16V) marchas.
Possuía tração traseira com opção 4x4 (4x4H) ou reduzida (4x4L).
Em torno de 1995 passou a ser oferecida a versão 5 portas com motor V6 2.0 opcional.
Foi vendido no país até 1998 até que foi substituído pelo Gran Vitara. O Gran Vitara seguiu no mercado brasileiro até 2003, comercializado na Rede Suzuki na versão de 2 e 4 portas, a gasolina e a diesel (essa apenas 4 portas). O mesmo modelo veio a ser comercializado pela General Motors, a partir do ano 2001, denominado como Chevrolet Tracker, este último somente oferecido na versão a diesel.
Em meados de 2003 a Suzuki sai do Brasil por problemas da alta do Dólar e etc.
As poucas vendas também contribuíram, em março de 2003 a Suzuki acabou com a comercialização de veículos no Brasil.
Atualmente ainda é possível de ver vários Suzukis, tais como Ignis e Jimny.
Em 2007 a General Motors retomou a comercialização do Tracker. Importado da Argentina, para não trazer problemas para a marca o volante não possuí logotipo. O Tracker 2007 possuí o antigo motor do Grand Vitara 2.0 16v, mas só na versão 4 portas.
A diferença entre o Gran Vitara seriam:
- Lanterna traseira estilo Altezza
- Logotipo da GM no cofre e na frente do carro

Hoje a Suzuki retorna ao Brasil trazendo o novo Grand Vitara, com um propulsor 2.0 16v com 140cv e com preços de R$ 89.000 a R$ 100.000 reais.

## Galeria
- Primeira geração (1988-98)
- Segunda geração (1998-15)
- Terceira geração (2005-17)
- Quarta geração (2015-presente)